# 郑代雨
郑代雨（？—2020年9月2日），原名石孔雨，男，福建长乐人，中华人民共和国政治人物，曾任水利电力部副部长。